# 안테나식동검

각종 청동검의 분포

안테나식동검(antenna式銅劍), 혹은 촉각식동검(觸角式銅劍)은 청동기의 일종이다. 한반도, 일본 열도, 만주에 걸쳐 출토된다. 가장 오래된 유물은 지린성에서 출토되었으며, 초기에는 오르도스 청동기 문화의 영향을 받았고, 이후에 비파형동검과 세형동검의 영향을 받았다.
1912년경부터 1940년대에 걸쳐 평양, 쓰시마, 규슈에서 발견되었고, 1950년대부터 2020년에 이르기까지 한중일에서 출토가 이어져 2020년까지 총 40여 점이 출토되었다. 안테나 부위는 할슈타트식, 동물은 오르도스식, 칼날 부분은 비파형, 세형동검의 영향을 받았으며, 새를 본뜬 모양의 자루 머리를 장착한다.
1912년경, 사가현 가라쓰시 가시와자키에서는 쌍조형(雙鳥形) 촉각식 동검이 출토되었다. 또한, 쓰시마의 사카도 유적과 다카마쓰노단 유적에서도 각각 1953년, 1954년에 출토되었다. 2013년에는 시가현 다카시마시의 가미고텐 유적에서 자루 머리에 한 쌍의 고리를 가진 단검의 주형이 발견되어 안테나식 동검과의 관련성이 언급되었다.

## 전파
안테나식 동검은 오르도스 문화권에서 사용되던 것이 기원전 5-4세기에 요령의 양식과 혼합되었다. 이후 평양을 거쳐 영남지역으로 전파되었는데, 양식상의 변화도 동반되었다. 최종적으로 쓰시마와 규슈 북부에 전파된 것은 기원전 1세기경으로 추정된다.

## 같이 보기
- 비파형동검
- 세형동검
- 도씨검